# Сергієнко Валерій Ігоревич
Сергієнко Валерій Ігоревич — (народився 16.11.1949 в м. Харків в сім'ї службовців) український науковець і політик, доктор економічних наук (1998); колишній народний депутат України.

### Біографія
Українець, одружений, має дочку.
Освіта: Одеський електротехнічний інститут зв'язку імені О.Попова, інженер радіозв'язку і радіомовлення (1973); Дніпропетровський інститут інженерів залізничного транспорту (1979), інженер-економіст шляхів сполучення.
Кандидатська дисертація (кандидата економічних наук: спеціальність 08.00.05; Одеський інститут народного господарства): «Механизм организационно-экономического взаимодействия предприятий различных ведомств: (на примере транспортной отрасли)» (1993).
Докторська дисертація (доктора економічних наук: спеціальність 08.07.01, Харківський державний політехнічний університет): «Теорія і практика міжгалузевої координації промислово-транспортних комплексів» (1998).
Народний депутат України 2 скликання 09.1996-04.1998, Іллічівський виборчий округ № 295, Одеської області.
Голова підкомітету з питань інновацій і технологій Комісії Верховної Ради України з питань науки та народної освіти. Член ґрупи «Незалежні». На час виборів: голова Одеського реґіонального відділення Державного інноваційного фонду України.
Працював інженером на Одеській залізниці.
1980—1985 — начальник відділу транспорту та зв'язку, Одеська облрада.
1985—1992 рр. — начальник станції Одеса-Головна.
З 1992 р. — начальник управління координації систем транспорту та зв'язку Одеської облдержадміністрації; виконавчий директор фонду реконструкції та розвитку області, голова Одеського реґіонального відділення Державного інноваційного фонду України.
06.1998-06.2000 — головний консультант-експерт Управляння забезпечення зв'язків з Верховною Радою України Адміністрації Президента України.
З 06.2000 — головний науковий консультант відділу з питань макроекономіки та промислового розвитку Головного науково-експертного управляння Апарату ВР України.
Науковий консультант Інститут законодавства Верховної ради України